# Chiesa del Santissimo Salvatore (Vercana)
La chiesa del Santissimo Salvatore è la parrocchiale di Vercana, in provincia e diocesi di Como; fa parte del vicariato di Gravedona.

## Storia e descrizione
L'attuale chiesa venne costruita nel XVII secolo, in stile barocco, sulla base di una precedente chiesa risalente al XV secolo.
Parrocchiale dal 1464, alla fine del XVI secolo la chiesa fu visitata dal vescovo Ninguarda.
Dedicata a Dio Salvatore,, nei secoli XVII e XVIII, la parrocchiale fu decorata da artisti come Francesco Silva, il pittore Antonio Maria Caraccioli (detto "Caracciolo da Vercana", dal 1770 attivo a Palermo), autore di alcuni affreschi, Domenico Caresana e i pittori valsoldesi Pozzo. Allo stesso periodo è riconducibile la tela che, sulla parete sinistra del presbiterio, raffigura la scena de La raccolta della manna, opera attribuibile alla mano di un artista proveniente dal Centro Italia.
Le decorazioni dell'interno, in stile barocco, comprendono affreschi, tele e stucchi risalenti ai secoli XVII e XVIII.
Il campanile monta cinque campane fuse da Achille Mazzola di Valduggia nel 1967 ed elettrificate dalla De Antoni di Coccaglio nel 1981 , le quali sono in nota Re3 in sostituzione di un concerto di 3 campane fuse dalla fonderia Giorgio Pruneri di Grosio 1847 e il campanone rifuso nel 1858 (peso del campanone di 1113 kg)  

### Organo
La chiesa possiede un prestigioso organo, costruito da Livio Tornaghi del 1845 con alcuni materiali fonici del precedente organo di Giuseppe I Serassi  del 1730. Lo strumento presenta la seguente disposizione fonica:
- Fagotto basso  (tornaghi 1845)
- Trombe soprane (tornaghi 1845)
- Flutta soprana ("    ")
- Viola bassa (ex violoncello b.)
- Violino soprano (ex corno inglese)
- Terza mano
- Ottavino sop.(tornaghi 1845)
- Flauto in ottava (serassi, intero)
- Cornetta 3 file sop. ("    ")
- Voce umana ("    ")
- Principale basso 8'
- Principale sop. primo
- Principale sop. Secondo
- Ottava bassa
- Ottava soprana
- Decimaquinta
- Decimanona
- Vigesimaseconda
- Vigesimasesta
- Vigesimanona
- Due di ripieno
- Contrabbassi e ottave.